# Adam Johan Raab
Adam Johan Raab, född 24 juni 1703 i Tallinn, död 6 februari 1776 i Växjö, var en svensk friherre och landshövding.

## Biografi
Adam Johan Raab föddes 1703 i Tallinn. Han var son till domprosten Carl Raab och Dorothea Elisabeth Wassenius i Reval, förut gift med pastor Abraham Ruuth. Raab blev extraordinarie kanslist i krigskollegiets militiekontor 1717 och i kungl. upphandlingskommissionen 1718. Han blev extraordinarie kammarskrivare i krigskollegium 1719 och erhöll avsked 9 maj 1720. Han blev stadsbokhkållare och kassör i Karlshamn 29 januari 723, stadsbokhållare i Karlskrona 17 februari 1724, rådman 20 januari 1728, artilleribokhållare vid amiralitetet 22 september samma år, varvskommissarie 8 februari 1733 och amiralitetskamrer 22 oktober 1740. Han blev överkommissarie 28 september 1743, extraordinarie amiralitetskammarråd 23 mars 1748 och ordinarie 16 maj 1751. Raab blev landshövding i Kronobergs län 28 juni 1769. Han avled 1776 i Växjö.
Raab var riksdagsledamot för borgarståndet i Karlskrona vid riksdagen 1731.

### Adelskap
Raab blev naturaliserad adelsman 21 oktober 1746. Den 15 oktober 1771 upphöjdes han till friherre.

### Familj
Han gifte sig första gången 1730 med Margaretha Christina von Heynen (död 1740), dotter till amiralitetstygmästaren Johan Fredrik von Heynen och Eva Christina född von Otter och andra gången 1741 med Catharina Maria Grubbe (död 1743), dotter till presidenten i amiralitetskollegium Gustaf Grubbe och Anna Christina Lagercrantz. Han gifte sig tredje gången 1744 med Maria Elisabeth född Rydingsvärd, dotter till överlöjtnanten Erik August Rydingsvärd och Margaretha Christina Thegner.

## Utmärkelser
- Raab erhöll landshövdings namn, heder och värdighet 7 maj 1766.[4]
- År 1772 blev han riddare av Nordstjärneorden.[4]